# Mar de Ajó
Mar de Ajó är en ort i Argentina.   Den ligger i provinsen Buenos Aires, i den östra delen av landet, 280 km sydost om huvudstaden Buenos Aires. Mar de Ajó ligger 5 meter över havet och antalet invånare är 13 769.
Terrängen runt Mar de Ajó är mycket platt. Havet är nära Mar de Ajó österut. Mar de Ajó är det största samhället i trakten.
Runt Mar de Ajó är det i huvudsak tätbebyggt.